# Hallowed Ground (film)
Hallowed Ground är en amerikansk thrillerfilm från 2007 som är regisserad av David Benullo.

## Handling
När hon blir strandsatt i en liten stad, upptäcker en ung kvinna att hennes ankomst där förutsades ett århundrade tidigare av predikanten som grundade staden. Hon är även en del av hans nära förestående - och skrämmande - återfödelse.

## Karaktärer
- Jaimie Alexander - Elizabeth "Liz" Chambers
- Brian McNamara - Sherriff O'Connor
- Chloë Moretz - Sabrina
- Hudson Leick - Sarah Austin
- Nick Chinlund - Jonas Hathaway
- Ethan Phillips - Predikant
- Ned Vaughn - Biträdande Mark Simmons
- Jim Cody Williams - Earl
- Tamara Clatterbuck - Servitris
- Fred Meyers - Gangster tonåring
- Ryan Honey - Sabrinas pappa